# Le Tigre aime la chair fraiche
Le Tigre aime la chair fraiche és una pel·lícula francesa dirigida per Claude Chabrol el 1964.

## Argument
A l'arribada a París de l'esposa i de la filla del ministre de comerç turc, El Tigre, encarregat de la vigilància de les dues dones, fa fracassar un atemptat. La Sra. Baskine i la seva filla Mehlica es fixen en l'heroi del dia que comença un idil·li amb la noia. Uns terroristes s'enduen Mehlica en el transcurs d'una vesprada a l'Òpera. Una lluita a mort es segueix entre El Tigre i els assassins dividits en dues bandes aviat rivals. El Tigre aconsegueix finalment alliberar Mehlica.

## Repartiment
- Roger Hanin: Louis Rapière, alias "Le Tigre", agent secret
- Maria Mauban la Sra. Baskine, la dona del ministre de comerç turc
- Daniela Bianchi: Mehlica Baskine, la filla del ministre
- Roger Dumas: Duvet
- Mario David: Dobrovsky
- Christa Lang: La noia amb Dobrovsky
- Pierre-François Moro: Ghislain
- Roger Rudel: Benito
- Stéphane Audran: La cantant
- Jimmy Karoubi: Jean-Luc
- Salvador Sasporte: Mr Baskine, el ministre de comerç turc
- Carlo Nell: L'assassí del teatre
- Henri Attal: Un fals periodista
- Dominique Zardi: L'altre fals periodista
- Guy Davout: Le ministre francès
- Charles Audisio: El tenor
- Mick Besson: Un home de la D.S.T
- Michel Charrel: Un home de la D.S.T
- Francis Terzian: Un home de la D.S.T
- Marcel Gassouk: Un home de la D.S.T
- Claude Salez: Un home de la D.S.T
- Albert Dagnant: El general Condé
- Serge Bento: Un home de Dobrovsky
- Jacques Van Dooren: Un lluitador de lluita lliure